# 196 Filomela
196 Filomela (mednarodno ime 196 Philomela) je velik in zelo temen asteroid tipa S v glavnem asteroidnem pasu. 

## Odkritje
Asteroid je odkril nemško-ameriški astronom Christian Heinrich Friedrich Peters (1813 – 1890) 14. maja 1879 . Imenuje se po Filomeli (ženska, ki je postala slavec) iz grške mitologije.

## Lastnosti
Asteroid Filomela obkroži Sonce v 5,49 letih. Njegova tirnica ima izsrednost 0,021, nagnjena pa je za 7,261° proti ekliptiki. Njegov premer je 136,39 km, okoli svoje osi se zavrti v 8,343 |h.